# San Emilio (Ilocos Sur)
San Emilio è una municipalità di quarta classe delle Filippine, situata nella provincia di Ilocos Sur, nella regione di Ilocos.
San Emilio è formata da 8 baranggay:
- Cabaroan (Pob.)
- Kalumsing
- Lancuas
- Matibuey
- Paltoc
- San Miliano
- Sibsibbu
- Tiagan